# Diagramme de collaboration
 (mars 2024).
Si vous disposez d'ouvrages ou d'articles de référence ou si vous connaissez des sites web de qualité traitant du thème abordé ici, merci de compléter l'article en donnant les références utiles à sa vérifiabilité et en les liant à la section « Notes et références ».
Un diagramme de collaboration est un diagramme d'interactions UML 1.x, représentation simplifiée d'un diagramme de séquence se concentrant sur les échanges de messages entre les objets, et où la chronologie n'intervient que de façon annexe.
Il consiste en un graphe dont les nœuds sont des objets et les arcs (numérotés selon la chronologie) les échanges entre ces objets.
Les diagrammes de collaboration ont été remplacés en UML 2.x par les diagrammes de communication.